# Runaway (Anna Sahlene-låt)
Runaway, skriven av Pearu Paulus, Ilmar Laisaar, Jana Hallas och Alar Kotkas, är en sång som Sahlene framförde för Estland i Eurovision Song Contest 2002, där melodin slutade på tredje plats. Sången blev samma år en stor hit i Sverige, där den som bäst nådde tjugonde platsen på singellistan.
Sången handlar om kärlek, där sångens jag-person talar om för den som denne älskar att tänka på nya möjligheter, och inte bara leva som tidigare.

## Listplaceringar
| Lista (2002) | Topplacering |
| ------------ | ------------ |
| Sverige      | 20           |

### Fotnoter
1. ↑  ”Listplacering”. http://swedishcharts.com/showitem.asp?interpret=Sahlene&titel=Runaway&cat=s. Läst 4 maj 2011.